# Ozoroa verticillata
Ozoroa verticillata är en sumakväxtart som först beskrevs av Adolf Engler, och fick sitt nu gällande namn av R. & A. Fernandes. Ozoroa verticillata ingår i släktet Ozoroa och familjen sumakväxter. Inga underarter finns listade i Catalogue of Life.